# Route B3 (Chypre)
Pour les articles homonymes, voir B3 et Route B3.
La route B3 est une route chypriote reliant Larnaca à Ayia Napa,.

## Tracé
- Larnaca
- Xylofagou
- Ayia Napa